# Ixtapan de la Sal
Ixtapan de la Sal est une station balnéaire située sur des sources d'eaux salées dans l'État de Mexico.